# Театр Стенборга
Театр Стенборга (Стенборгский театр, швед. Stenborgs Teater, также называемый Nya svenska teatern, Svenska Komiska Teatern и Munkbroteatern) — шведский театр, являлся одним из двух крупнейших и самых популярных театров Стокгольма в период Густава III (второй по значимости после Королевского драматического театра).

## История и деятельность
С 1753 года шведский театр Stenborgs Sällskap работал как гастролирующая театральная труппа во временных помещениях в Стокгольме под руководством Петтера Стенборга. Когда в 1773 году Густав III основал национальный драматический театр, в него труппа Стенборга не была включена и продолжала самостоятельные выступления на шведском языке. В 1780 году труппа обзавелась подходящим помещением для выступлений — им стал Eriksbergsteatern. После смерти Петтера Стенборга в 1781 году, руководство театром перешло к его сыну — Карлу Стенборгу.

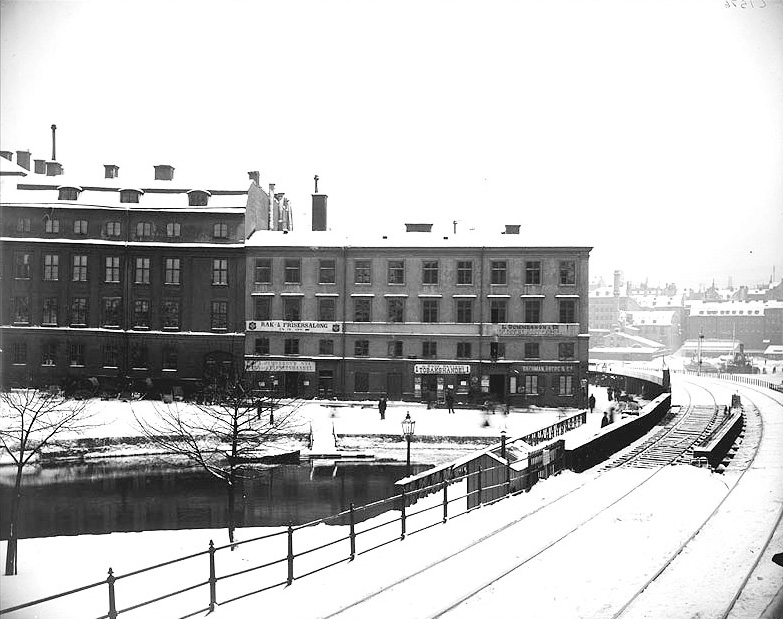
Здание Kirsteinska huset på Munkbron в 1898 году

В период с 1780 по 1784 год Eriksbergsteatern был единственным в Стокгольме театром с постановками на родном языке. Так как театр был расположен за городом, это вызывало неудобство, и поэтому театральная труппа начала ощущать необходимость в новом здании театра. Стенборг заключил партнерство с Кристиной Нюман — с состоятельной шведской предпринимательницей, занимавшейся пивоварением и являвшейся покровительницей культуры. Театр теперь располагался в большом здании, построенном в Старом городе — на первом этаже располагались четыре таверны и несколько квартир, а второй этаж отводился труппе Стенборга. С 1784 года театр назывался Svenska komiska Teatern или Svenska Teatern. Также он имел название Munkbroteatern по его местонахождению — в здании Kirsteinska huset på Munkbron. Но обычно жители Стокгольма называли театр Театром Стенборга.
Театр Стенборга был роскошно оформлен, и в 1784 году был назван самым большим театром страны. Сам король присутствовал на его премьере и раздавал подарки актёрам-исполнителям. Однако он не имел такого же статуса, как Шведская королевская опера и Королевский драматический театр, и считался гораздо менее формальным театральным учреждением. Карл Стенборг ставил в театре лучшие классические французские и итальянские произведения, но представлял также сатирические комедии и мюзиклы. Здесь в 1785 году прошла шведская премьера «Севильского цирюльника», а в 1792 году — «Женитьба Фигаро». Осенью 1793 года английская цирковая труппа Питера и Джеймса Прайсов исполняла в Театре Стенберга акробатические трюки. При этом статус театра как менее серьёзного не мешал выступать в нём актёрам Королевской оперы и Королевского театра, в частности здесь выступала даже Элизабет Олин, которая была ученицей Петтера Стенборга. Её дочь Бетти стала женой Карла Стенберга.
В 1798 году в Швеции была провозглашена монополия королевских театров, продлившаяся до 1842 года. 16 апреля 1799 года в театре было дано последнее представление, после чего Театр Стенборга был выкуплен королем Густавом IV Адольфом и был включен в Королевский Малый театр в замке Makalös. Здание бывшего Стенборгского театра просуществовало до 1899 года и было снесено.